# 京沪高铁第二通道
京沪高铁第二通道是继京沪高速铁路后中国另一条连接北京市与上海市的高速铁路。线路由北京南站至安亭站、四團站，线路走向为北京—天津—潍坊—临沂—新沂—淮安—盐城—南通—上海。由北京至天津滨海城际、天津至潍坊高铁、潍坊至宿迁高铁、徐州至盐城盐铁路部分区段、连云港至镇江高铁部分区段和北沿江高速铁路部分区段构成，全长1424公里。

## 线路

### 北京南至滨海段
拟利用既有的京津城际铁路或者在建的京滨城际铁路，设置北京南、亦庄、永乐、武清、天津、军粮城北、塘沽、滨海八站。

### 滨海至潍坊段
津潍段自天津枢纽滨海站引出，经天津市滨海新区大港、南港工业区、大港油田及北大港湿地自然保护区进入河北省，经沧州市黄骅市、海兴县上跨漳卫新河后进入山东省，经德州市庆云县，滨州市无棣县、阳信县、滨城区，东营市利津县、东营区、广饶县，潍坊市寿光市、寒亭区引入济青高铁潍坊北站。全长约348.9公里，设站10座，分别为滨海站、滨海东站、滨海南站、黄骅北站、海兴西站、无棣站、滨州站、东营南站、寿光东站、潍坊北站。铁路等级为高速铁路，双线，设计速度为时速350公里。为实现铁路互联互通，项目还将同步建设津潍高铁至济南联络线150.7公里，至津秦高速铁路、京滨城际铁路、济青高铁等联络线共约33公里。新建滨海西站动车运用所及东营南站、潍坊北站等存车场。项目总投资1145.4亿元，建设工期为5年。

### 潍坊至宿迁段
线路正线长度399.028km，其中潍坊至新沂段线路长度336.853km（由中国铁路设计集团有限公司负责设计）、新沂至宿迁段线路长度62.175km（由中铁第四勘察设计院集团有限公司负责设计）。另配套建设潍宿济青联络线等相关工程。全线共设车站12座，分别为潍坊北站（既有）、安丘站、诸城西站、五莲北站、莒县北站、沂南站、临沂北站（既有）、兰陵站、郯城西站、新沂东站、宿迁东站、洋河北站（越行站）。
2020年9月合新高铁可研审查后，为更好推动京沪二通道建设，国铁集团将原新建潍坊至新沂铁路，以及新建合肥至新沂铁路、新沂东至泗县东段中的新沂东至洋河北段合并，调整为新建潍坊至宿迁铁路项目，作为京沪二通道主通道的一部分。随之原合新铁路宿迁至泗县东段调整为合肥至宿迁铁路宿迁至泗县东段。
2023年8月10日，新建潍坊至宿迁高速铁路环境影响评价第二次信息公告在青岛市交通运输局官方网站发布。

### 宿迁至淮安段
徐盐客运专线宿迁至淮安东段，已开通。

### 淮安至扬州段
连镇客运专线淮安东至扬州东段，已开通。

### 扬州至上海段
与北沿江高速铁路扬州东至上海宝山段共线。